# Soudal
De groep Soudal is een Belgische fabrikant van siliconen, stopverf, polyurethaan-schuim, lijmen en vochtweringsproducten in de bouwsector.
De hoofdzetel is gevestigd in de Belgische stad Turnhout.

## Decennia van groei
Het bedrijf werd in 1966 opgericht door de huidige eigenaar baron Vic Swerts, die aan de Antwerpse Ossenmarkt een bestaand bedrijfje kocht. Kort nadien werd er verhuisd naar Turnhout en kwam er gestage groei door uitbreiding van het aanbod, groei van marktaandeel en overnamen van concurrenten.
- In 1992 nam Soudal de Franse concurrent Ayrton over.
- Soudal nam in 1997 de afdeling silicone bouwproducten over van BAVG, een volle dochter van Bayer AG. Met die overname kreeg Soudal voeling met de grootste Europese afzetmarkt, nl. Duitsland met zetel in Leverkusen.
- In 2004 werd Rectavit uit Drongen overgenomen, producent van lijmen.
- In 2008 werd Aerotrim uit Overpelt overgenomen, producent van technische aerosolen (spuitbussen/sprays).
- In 2011 werd een deel van de Turkse Işik Group overgenomen, namelijk de aanmaak van lijmen, mastieken en pu-schuimen. Het bedrijf dat in 1966 werd opgericht door Mansur Işik. De omzet van dit gedeelte bedraagt € 10 miljoen en stelt 46 mensen te werk.
- In 2011: Soudal (Shanghai) Co., Ltd. neemt alle activiteiten inzake silicone mastieken onder LNX merk over van Bluestar Silicones Co., Ltd, via de 100% Soudal dochter-onderneming Taicang Shijia Industrial Co. Ltd. in China.
- In 2013 werd TKK Srpenica (Slovenië) overgenomen. Producent van voegkitten, pu-isolatieschuim en betonadditieven, het stelt 200 mensen tewerk. De grootste overname door Soudal, die er € 20 miljoen voor betaalde.
- In 2014 kondigde Soudal de overname aan van de Accumetric groep, een onafhankelijke producent van silicone, voegkitten en smeermiddelen. Het bedrijf is gevestigd in Elizabethtown en telt 150 medewerkers wereldwijd. Men verwachtte een omzet van ongeveer $ 50 miljoen in het jaar van de overname.
- In 2014 kocht Soudal Bochem op, een lijmproducent in het Poolse Pionki. Een producent van industriële lijmen voor o.a. de meubel-, schoen-, auto- en bouwindustrie en telt 88 werknemers.
- In 2015 werd het Letse bedrijf Tenachem overgenomen. Tenachem - uit Dobele - is een producent van voegkitten voor het afdichten van meerlagige beglazing in de bouw. Het telt 73 medewerkers en exporteert 95% van zijn producten naar 40 landen wereldwijd.
- In 2016 werd het distributienetwerk uitgebreid met vestigingen in Marokko en Zweden, en werden er filialen opgericht in Dubai, Kazachstan en Iran. In eigen land nam Soudal het systeemhuis Sapac in Deinze over.

Meer dan negentig percent van de productie wordt uitgevoerd naar 130 verschillende landen. Het bedrijf heeft 16 productievestigingen, in onder meer Polen, China, India, Duitsland, Frankrijk, Chili, de VS en in Turkije.
In 2008 startte Soudal met de bouw van het nieuwe O&O-centrum te Turnhout. Dit zal onder meer plaats bieden voor een high-tech labo om de toekomstige ontwikkelingen in de sector te ondersteunen.

## Prijzen
In 2010 ontving stichter Vic Swerts de Vlerick Award.
In 2011 werd Soudal verkozen tot Onderneming van het Jaar. In 2016 werd Vic Baron Swerts opgenomen in de Galerij der Prominenten van VOKA Antwerpen-Waasland en ontving hij de eretitel van 'Honorary Master in Innovation & Entrepreneurship' van de Antwerp Management School.

## Sponsoring
- Soudal Classics, een Belgisch regelmatigheidscriterium in het veldrijden dat bestaat uit vijf wedstrijden.
- KVC Westerlo.
- Soudal Quickstep.